# 阿莱娜·奥尔森
阿莱娜·奥尔森（英語：Alena Olsen，1995年12月6日—），美国女子七人制橄榄球运动员。她曾代表美国国家队参加2024年夏季奥林匹克运动会七人制橄榄球比赛，获得一枚铜牌。